# Ренье, Янник
Не следует путать с  бельгийским актёром Жереми Ренье
Янник Ренье (фр. Yannick Renier) — бельгийский актёр кино и телевидения.

## Биография
Янник Ренье родился 29 марта 1975 года в Брюсселе. Он является старшим единокровным братом актёра Жереми Ренье.
Заинтересовавшись театром во время учёбы в колледже, актёр участвовал в постановках любительской труппы. Затем в Королевской консерватории Брюсселя  обучался драматургии.

### В театре
Свою профессиональную актерскую карьеру начал в 1995 году, появлялся во многих сценических постановках как классической, так и современной драматургии. Первой работой в театре стала роль в пьесе 1995 года «Суд над Оскаром Уайльдом» (фр. Le procès d'Oscar Wilde) автора сценария и режиссёра Бернара Муффа. Затем в течение почти десяти лет играл в спектаклях, большинство в постановке Фредерика Дюссенна. Актёрский дебют на большом экране состоялся в короткометражных фильмах «Портрет» (фр. Le Portrait) и  «Вне поля зрения» (фр. Loin des yeux). Первой полнометражной работой в кино стал фильм 2004 года «Монтиньи» (фр. Miss Montigny).

### На экране
Широкая известность в Бельгии пришла к актёру в 2006 году с ролью Хьюго в первой серии телевизионной драмы «Седьмое небо Бельгии» (Septième Ciel Belgique). В следующем году вместе а актрисой Изабель Юппер и единокровным братом Жереми Ренье Янник сыграл одного из близнецов в картине Хоакима Лафосса «Частная собственность». Фильм номинировался на Золотого льва на Венецианском кинофестивале 2006 года. В 2007 году Янник вместе с Луи Гаррелем, Людивин Санье, Клотильдой Эсме и Кьярой Мастроянни снялся в роли Гвенделя, любовника Алисы в музыкальном фильме Кристофа Оноре Все песни только о любви.

## Фильмография
| Год  |     | Русское название                               | Оригинальное название                                     | Роль        |
| ---- | --- | ---------------------------------------------- | --------------------------------------------------------- | ----------- |
| 2011 | ф   | Все наши желания                               | Toutes nos envies                                         | Кристоф     |
| 2011 | ф   | Рано утром                                     | De bon matin                                              | Фабрис      |
| 2010 | ф   | Маленький мир                                  | Je n'ai rien oublié                                       | Филип       |
| 2010 | ф   | Полин и Франсуа                                | Pauline et François                                       | Франсуа     |
| 2010 | ф   | Семейное дерево                                | L'arbre et la forêt                                       | Реми        |
| 2009 | ф   | Строго на юг                                   | Plein sud                                                 | Сэм         |
| 2009 | ф   | Маленькая зона турбулентности                  | Une petite zone de turbulences                            | Оливье      |
| 2009 | кор | Снимок                                         | Snapshot                                                  |             |
| 2009 | с   | Век Мопассана. Повести и рассказы XIX столетия | Au siècle de Maupassant: Contes et nouvelles du XIXème si |             |
| 2009 | ф   | Добро пожаловать                               | Welcome                                                   |             |
| 2008 | тф  | Рожденные в 68-м                               | Nés en 68                                                 | Ив          |
| 2008 | ф   | Частные уроки                                  | Élève libre                                               | Дидье       |
| 2008 | ф   | Виновная                                       | Coupable                                                  | Брат Люсьен |
| 2007 | кор | 10 обсуждаемых фильмов                         | Dix films pour en parler                                  |             |
| 2007 | ф   | Все песни только о любви                       | Les chansons d'amour                                      | Гвендаль    |
| 2006 | ф   | Частная собственность                          | Nue propriété                                             | Франсуа     |
| 2005 | с   | Седьмое небо Бельгии                           | Septième ciel Belgique                                    | Хьюго       |
| 2005 | ф   | Монтиньи                                       | Miss Montigny                                             | Паоло       |
| 2004 | кор | Вне поля зрения                                | Loin des yeux                                             |             |
| 2002 | кор | Проститутка                                    | Une fille de joie                                         |             |
| 2001 | ф   | Портрет                                        | Un portrait                                               |             |